# Ledspindlar
Ledspindlar (Liphistiidae) är en familj av spindlar och idag den enda systematiska gruppen i underordningen Liphistiomorpha. Familjen består av 87 arter som är fördelade på 5 släkten. Alla ledspindlar lever i södra och östra Asien. Till skillnad från underordningen Opisthothelae är deras bakkropp mer strukturerade och vårtorna som producerar spindeltråden sitter på ett annat ställe.

## Utbredning
Utbredningsområdet sträcker sig i väst till Thailand, i syd till Sumatra och i öst till norra Kina och Japan.

## Levnadssätt
Honor och kanske även individer som inte är könsmogen lever i en självgrävd jordhåla som polstras med spindeltråd. Några trådar ligger utanför ingången och informerar om möjliga byten. Ingången göms med hjälp av spindeltråd, kvistar, stenar och jordbitar.

## Systematik
Underordningen Liphistiomorpha (eller Mesothelae) delas vanligen i en recent familj med 5 släkten och två utdöda familjer:
- †Arthrolycosidae
- †Arthromygalidae
- Liphistiidae
  - Heptathela (Kishida, 1923)
  - Liphistius (Schidte, 1849)
  - Nanthela (Haupt, 2003)
  - Ryuthela (Haupt, 1983)
  - Songthela (Ono, 2000)